# Grammostola rosea
La araña pollito (Grammostola rosea), también conocida como tarántula rosa es una especie de araña migalomorfa de la familia Theraphosidae; es una tarántula de unos 8 cm propia de Argentina, Chile y Bolivia. Es probablemente la especie de Tarántula más común en tiendas de mascotas en Estados Unidos y Europa, debido a la gran cantidad de especímenes exportados hacia el comercio de mascotas.
G. rosea es una mascota común para aficionados a las tarántulas. Las hembras pueden llegar a vivir 15 a 20 años, pero debido al tiempo limitado en el que han estado disponibles en el mercado (y, por consecuencia, para estudio extensivo), podrían llegar a vivir considerablemente más. Existe una confusión importante entre esta especie y la Grammostola porteri, con algunos expertos argumentando que muchas de las "G. rosea" en el mercado son realmente G. porteri.
Sus extremidades y su opistosoma son de color marrón oscuro. Tiene una densa cobertura pilosa de color marrón claro y su escudo dorsal es de color cobrizo. En la parte superior del opistosoma tiene una zona plateada con cerdas urticantes. Puede defenderse proyectando las cerdas urticantes de su opistosoma.

## Hábitat
El hábitat natural de Grammostola rosea son los desiertos y matorrales del norte de Chile, Bolivia y Argentina, así como en bosques caducifolios y en praderas, donde hace madrigueras. Aunque previamente se les consideraba como errantes, se han observado en grandes cantidades viviendo en madrigueras en su hábitat natural. Generalmente no hacen madrigueras en cautiverio. Son usualmente activas en la tarde o en la noche.

## Dieta
Esta tarántula tiene una dieta diversa, incluyendo saltamontes, grillos, cucarachas, larvas de gusanos, lagartijas pequeñas y mamíferos. Cuando son mantenidas como mascotas, la mejor comida que se les puede dar es grillos alimentados con vegetales, al ser esta la mejor fuente de nutrición hidratada para la tarántula.

## Reproducción
Grammostola rosea ha sido criada en cautiverio por años, ya sea por motivos de investigación o por comercio, y las hembras deben pasar por un "período de descanso" que puede durar un par de meses antes de la introducción de un macho para el apareamiento. Una vez que el macho ha alcanzado la madurez sexual, crea una red de esperma antes de ser introducido al terrario de la hembra. Eventualmente se acerca a su madriguera con cautela, golpeteando y haciendo vibrar sus extremidades para atraerla fuera de su guarida. En el momento oportuno, el macho se abalanza hacia la hembra y, usando sus ganchos, sujeta sus quelíqueros, empujándola a una posición vertical, y dándole acceso al epigino de la hembra (genitales exteriores). El macho inserta un pedipalpo (o incluso dos; el derecho y el izquierdo) en el epigino de la hembra, e inyecta el líquido fertilizante.
En las semanas posteriores a la fertilización, la hembra produce un gran saco de huevos (usualmente conteniendo alrededor de 500 crías).

## Mascota
Como es relativamente dócil, de bajo mantenimiento, atractiva y barata, es buena candidata para los amantes de los arácnidos; aunque se recomienda no extraerla de su hábitat debido a la considerable reducción de su tiempo de vida. Vive en un terrario de baja humedad, de al menos dos veces su envergadura de patas en longitud, con algo para esconderse. Se ponen muy activas a temperaturas de alrededor de 20-30°C, y una dieta de cuatro a seis grillos,saltamontes, escarabajos y larvas de gusanos principalmente. Sin embargo, su metabolismo puede ser errático y cambiar de semanas a meses repentinamente. Estos cambios pueden anteceder a una muda.
G. rosea es usualmente escurridiza, huyendo del peligro en vez de actuando defensivamente, aunque puede alzar sus patas delanteras y presentar sus colmillos en preparación de defensa propia. Puede actuar especialmente defensiva por días después de mudar; esto podría ser innato en el comportamiento de la araña. Como es el caso en la mayoría de las tarántulas endémicas de América, tiene pelos urticantes pequeños y afilados en su abdomen que libera cuando se siente atacada.